# Théâtre Le Grenier
Le Théâtre Le Grenier est une troupe de théâtre québécoise composée de quelques comédiens dont Jacques Létourneau, André Loiseau, Guy Messier, Jani Pascal et Kim Yaroshevskaya. La troupe de Montréal jouait au début des années 1950 et est le lieu de naissance des personnages de Fanfreluche et du Pirate Maboule.
- Le télé-horaire La Semaine à Radio-Canada publie un article sur le Clown Fafouin, à la première page de la semaine du 17 au 23 juillet 1955.  On y apprend le retour de l’émission pour l’été 1955.  Comme l’année précédente, l’émission comprendra Fafouin, le pirate Maboul (écrit sans un « e » à la fin), la poupée Fanfreluche et l’horloge Gudule.  On apprend également :

[…] Guy Messier, après avoir fait son apprentissage chez les Compagnons [de St-Laurent] avec Babar et le chapeau de Fortunatus, et après s’être mis en relations avec Léon Chancerel, a fondé la troupe du Grenier, troupe qui présentait des spectacles spécialement conçus, écrits et réalisés pour les enfants de 4 à 12 ans et qui a joué à Montréal et aussi dans les principales villes de la province de Québec.  Maintenant, c’est à la télévision que les enfants peuvent retrouver chaque semaine Fafouin et sa joyeuse bande. »[réf. nécessaire]